# Lista typów niszczycieli United States Navy
To lista typów niszczycieli United States Navy.
Aby obejrzeć listę niszczycieli eskortowych zobacz Lista niszczycieli eskortowych United States Navy.
Aby obejrzeć listę niszczycieli - stawiaczy min zobacz Lista okrętów wojny minowej United States Navy.
Aby obejrzeć listę niszczycieli zobacz Lista niszczycieli United States Navy.
typ Bainbridge – 13 okrętów, 1900–1902
typ Truxtun – 3 okręty, 1901
typ Smith – 5 okrętów, 1908–1909
typ Paulding – 21 okrętów, 1909–1912
typ Cassin – 8 okrętów, 1912–1913
typ O’Brien – 6 okrętów, 1914–1915
typ Tucker – 6 okrętów, 1915
typ Sampson – 6 okrętów, 1916
typ Caldwell – 6 okrętów, 1917–1918
typ Wickes – 111 okrętów, 1917–1919
typ Clemson – 164 okrętów, 1919–1921
typ Farragut (1934) – 8 okrętów, 1934–1935
typ Porter – 8 okrętów, 1935–1936
typ Mahan – 18 okrętów, 1936–1936
typ Gridley – 4 okręty, 1936–1938
typ Bagley – 8 okrętów, 1936–1937
typ Somers – 5 okrętów, 1937–1938
typ Benham – 10 okrętów, 1938–1939
typ Sims – 12 okrętów, 1938–1939
typ Gleaves – 66 okrętów, 1938–1943
typ Benson – 30 okrętów, 1939–1943
typ Fletcher – 175 okrętów, 1942–1944
typ Allen M. Sumner – 58 okrętów, 1943–1944
typ Gearing – 98 okrętów, 1944–1946
typ Mitscher – 4 okręty, 1952
typ Forrest Sherman – 18 okrętów, 1956–1958
typ Farragut (1960) – 10 okrętów, 1958–1960
typ Charles F. Adams – 23 okręty, 1959–1963
typ Spruance – 30 okrętów, 1973–1979
typ Kidd zmodyfikowany typ Spruance – 4 okręty, 1979–1982
typ Arleigh Burke – 61 okrętów, 1989– (kolejne okręty znajdują się w fazie budowy bądź planowania)
typ Zumwalt – okręty znajdują się w fazie budowy bądź planowania